# ملت

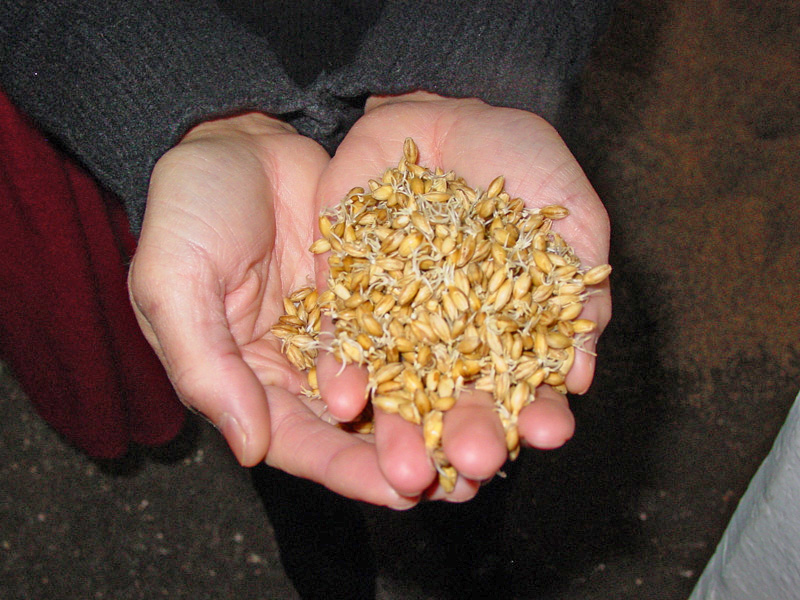
حفنة من الشعير مملت حيث البراعم البيضاء مرئية

المَلْت (التنقيع) (بالإنجليزية: Malt) هي أي حبوب إنبتت بالنقع في الماء ثم منعها من الإنبات عن طريق التجفيف بالهواء الساخن وهي العملية المعروفة باسم "التخمير". وغالبًا تُستعمل حبوب الشعير بالرغم من أن جميع أنواع الحبوب يُمكن أستعمالها. عملية تخمير الحبوب تقوم بتطوير الأنزيمات اللازمة لتعديل النشويات الحبوب إلى سكريات بما في ذلك سكر أحادي الجلوكوز وسكر ثنائي الملتوز سكر ثلاثي وملتوتريوز وسكريات أعلى تدعى دكسترينات ملتوزية maltodextrines. وتقوم أيضا بتطوير أنزيمات أخرى مثل البروتاز الذي يكسر البروتينات في الحبوب إلى نماذج التي يمكن استخدامها في الخميرة. يحتوي الملت أيضا على كميات صغيرة من سكريات الأخرى مثل السكروز الفركتوز التي ليست من منتجات النشاء المعدل ولكن كانت بالفعل جزءاً من مكونات الحبوب.

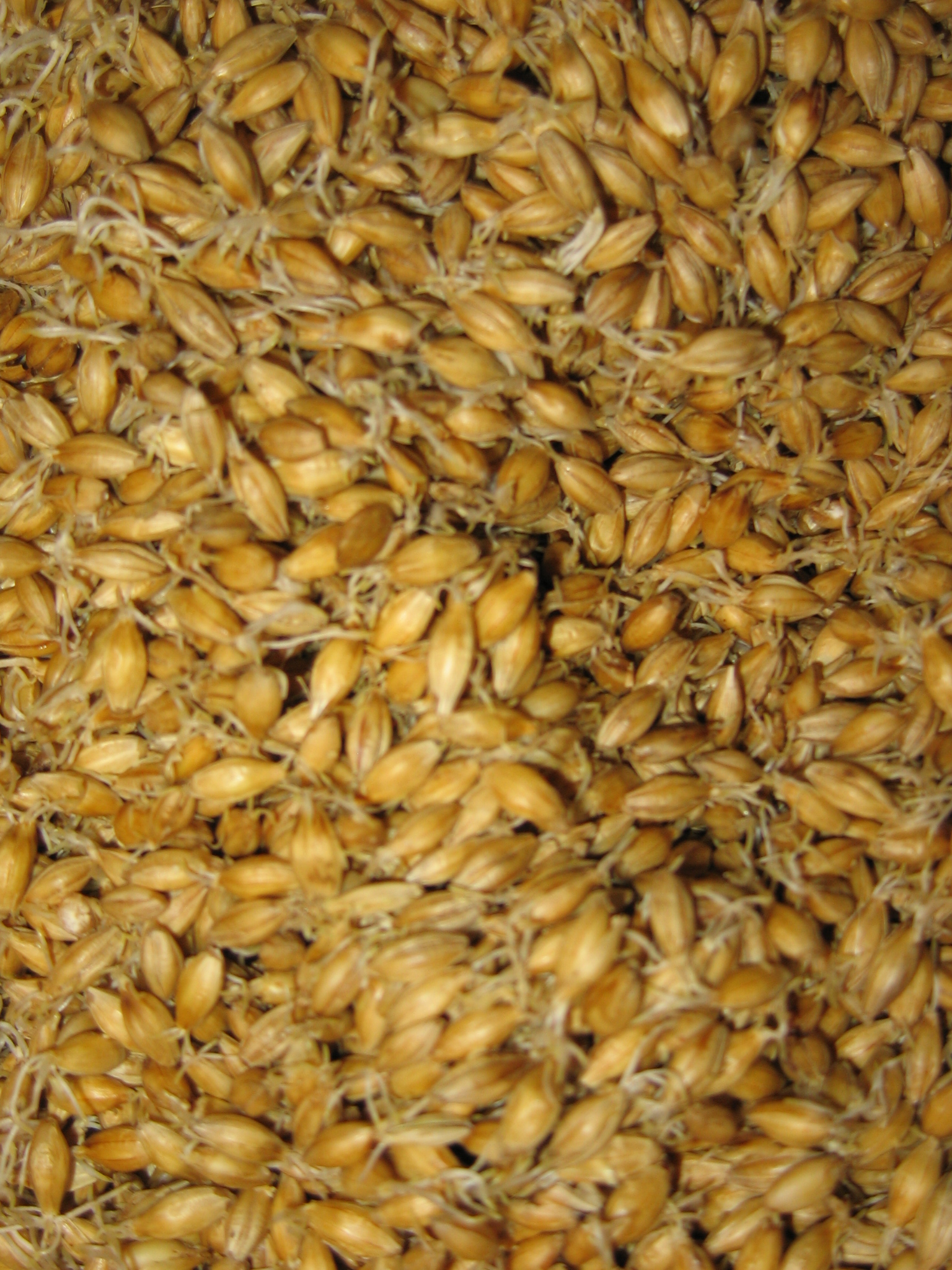
ملت الشعير

والإنتاج الصناعي للملت، يتم بهذا الأسلوب:
- تًنقع الحبوب في أحواض خاصة، وهناك تمتص الماء وتنتفخ؛
- تُحفظ لمدة أسبوع في غرف البرعمة فيها هناك ينمو لها جذوره الصغيرة؛
- الملت يمر في غرفة التجفيف، وهناك تتوقف البرعمة لأن درجة الرطوبة تنخفض من 50 ٪ إلى 8 ٪)؛
- وأخيراً يصل الملت الجاف إلى صوامع، هناك يُترك من أجل التجهيز.

المالتية المملتة (Malted) هي عملية أساسية للحصول على المواد الخامة المستخدمة لإنتاج المشروبات الكحولية مثل البيرة، الويسكي بما أن الملت يًمكن أن يُخمر بعمليات أُخرى لتحويله إلى كحول.

## أسماء ومعاني
- «(شَعِيرٌ مُنْبَتْ بالنَّقْع في الماء لصُنْعِ الكُحُول) - Malt[6][7]»
- (مالْت: مالْط) - Malt[8]»
- (ملت: مالت، مالط) -Malt[9]»
- (مُولْت: مالْت) - Malt[10]»
- «(شَعير - Malt)[11]» — ملاحظة: تعريبها إلى شعير هو خطأ شائع، لأن أكثر المراجع تقول بإنها حبوب مُستنبتة (مُبرعمة) لا حصرها على الشعير، فضلاً عن ان ثمة فرق بين الشعير والملت. وانما غلب أستعمال الشعير في هذا الغرض.[12][13][14][15]
- «(MALT-malt): شعير البيرة وهو الذي يجري تنبيته وتنشيفه لأصطناع الجعة اي البيرة.[16]»
- «الملت: شعير منبت بالنفع في الماء ويملت: يحول إلى ملت. يصنع أو يمزج بالملت. يتملت: يتحول إلى ملت.[17][18]»
- «(malt مولت)، شعیر منبت. ويُطلق على: مستخلص المولت extract - طحين المولت flour - سكر المولت مالتوز sugar. كما يُطلق على الخبز المضاف له المولت (malted bread).[19]»
- «ملت شعير منبت في ماء لصنع كحول -Malt.[20]»
- «المَلْت، حُبُوب (شعير غالِباً) مُسْتَنْبَتة -Malt.[21]»
- «شَعير مُخَمَّر، مالْت الشَعيرِ. - Malt.[22]»
- «المالت، شعير البيرة - Malt.[23]»
- «شعير-Malt[24][25]»
- «مولت-Malt[26]»
- «(شَعير-malt | شَعير مُنْتِش-malt maltum | شَعير نابِت maltum).[27]»
- «(شَعِيرٌ، سَلْتُ) - Malt.[28][29]» — يبدوا ان سلت كما في اللغة (سلَت أمعاءَ الشاة: أخرجها بيده)[30] وجاء في اللغة أيضًا (سلت: الحالة التي تكون فيها جذور النباتات عارية (بدون طوبارة) عند نقلها من مكان إلى آخر. في لسان العرب: [..سلت: سَلَتَ المِعَى يَسْلِتُه سَلْتاً: أَخرجه بِيَدِهِ؛ والسُّلاتةُ: ما سُلِتَ مِنْهُ. وَفِي حَدِيثِ أَهل النَّارِ: فيَنْفُذ الحَمِيم إِلى جَوْفِهِ، فَيَسْلِتُ مَا فِيهِ أَي يَقْطَعُه ويستأْصله. والسَّلْتُ: قَبْضُكَ عَلَى الشَّيْءِ، أَصابه قَذَر ولَطْخٌ، فَتَسْلِتُه عَنْهُ سَلْتاً. وانْسَلَتَ عنَّا: انْسَلَّ مِن غَيْرِ أَن يُعْلَم بِهِ...] وورد في لسان العرب: [..والسُّلْتُ، بِالضَّمِّ: ضَرْبٌ مِنَ الشَّعِيرِ؛ وَقِيلَ: هُوَ الشَّعِيرُ بِعَيْنِهِ؛ وَقِيلَ: هُوَ الشَّعِيرُ الْحَامِضُ؛ وَقَالَ اللَّيْثُ: السُّلْتُ شَعِيرٌ لَا قِشْرَ لَهُ أَجْرَدُ؛ زَادَ الْجَوْهَرِيُّ: كأَنه الْحِنْطَةُ؛ يَكُونُ بالغَوْر وَالْحِجَازِ، يَتَبَرَّدون بسَويقه فِي الصَّيْف. وَفِي الْحَدِيثِ: أَنه سُئِلَ عَنْ بَيْعِ البَيْضاء بالسُّلْتِ؛ هُوَ ضَرْبٌ مِنَ الشَّعِيرِ أَبيضُ لَا قِشْرَ لَهُ؛ وَقِيلَ: هُوَ نَوْعٌ مِنَ الحِنْطة؛ والأَوّل أَصح، لأَن البيضاء الحنطة.[31]
- «(شعير مستنبت-Malt): حبوب الشعير التي استنبتت فترة ثم جففت وهي تستعمل في صناعة الجعة وغيرها من المشروبات.[32]»
- «مُنَبَّت (لصنع الوسكي او البيرا) -Malt.[33]»[ا]
- «(مُنْتِشّة - ملط) - Malt: الأولى اصطلاحاً من أنتش الحبُ أي نبت. والمَلْط معربة، وتُكتب أيضًا بالتاء وهي الحبوب المُنتشة صناعيًا ولا سيما حبوب الشعير في صناعة الجعة "البيرة".[34]»
- «(مالت-Malt): مزيج من السكريات، أهمها المالتوز ينتج عن تحطم النشاء في حبوب الشعير أو القمح. تترك الحبوب لتنتش ومن ثم يتم استخلاص المالت بالماء الساخن. يستعمل المالت في التخمير والتقطير؛ كما يستعمل كمصدر للمغذيات في الأمراض الضمورية (المسببة للهزال).[35]»
- «(مالط-Malt): مادة تستخرج من الشعير بعد طبخه، وتستعمل في صنع المسكرات.[36] »
- «(ملت-Malt): شعير مثبت [لعله خطأ مطبعي والقصد مُنبت] في ماء لصنع كحول.[37]»
- «تنبيت-Malting.[38][39]»
- «Malting: صِنَاعَةُ المُنْتِشة أو المَلْط.[40] »
- «(تمليت-Malting): اختزال النشا (بواسطة الانزيمات) إلى سكريات في الحبوب النابتة، ويستخدم في صنع البيرة (الخميرة).[41]»
- «تخمير الشعير (Malting).[42]»
- «(تصنيع المالت-Malting)[43]»
- «(إملات-Malting).[44]»
- «(شعير منقوع-Malted barely)[45]»
- «(مولت الشعير-Barely Malted)، | (سكر الشعير-Barley sugar): سكر حلوى مصنوع من تسخين وتبريد السكر، وعادة يتم ذلك عن طريق الغليان مع خلاصة الشعير.[46]»
- «خل المولت -Malt Vinegar.[47]»